# Tyler Bjorn
Tyler Bjorn (Montreal, 13 de marzo de 1970) es un deportista canadiense que compitió en vela en la clase Star. Su hermano Kai también compitió en vela.
Ganó dos medallas de bronce en el Campeonato Europeo de Star, en los años 2010 y 2011.

## Palmarés internacional
| \| Campeonato Europeo[n 1] \| Campeonato Europeo[n 1] \| Campeonato Europeo[n 1] \| Campeonato Europeo[n 1] \| \| Año \| Lugar \| Medalla \| Clase \| \| ----------------------- \| ----------------------- \| ----------------------- \| ----------------------- \| \| 2010 \| Viareggio (Italia) \| Medalla de bronce \| Star \| \| 2011 \| Dún Laoghaire (Irlanda) \| Medalla de bronce \| Star \| |                         |                   |       |
| Campeonato Europeo |                         |                   |       |
| Año | Lugar                   | Medalla           | Clase |
| 2010 | Viareggio (Italia)      | Medalla de bronce | Star  |
| 2011 | Dún Laoghaire (Irlanda) | Medalla de bronce | Star  |

1. ↑  En algunas ediciones del Campeonato Europeo se permitió la participación de regatistas de otros continentes.